# Onithochiton neglectus
Onithochiton neglectus är en blötdjursart som beskrevs av de Rochebrune 1881. Onithochiton neglectus ingår i släktet Onithochiton och familjen Chitonidae. Inga underarter finns listade i Catalogue of Life.